# 八女中央自動車学校
八女中央自動車学校（やめちゅうおうじどうしゃがっこう）は、福岡県八女市にあり有限会社西江興産が運営する自動車教習所。

## 取得免許
- 普通自動車
- 大型自動車
- 中型自動車
- けん引
- 大型特殊自動車
- 大型自動二輪車
- 普通自動二輪車

## 所在地
- 〒834-0003 福岡県八女市平田388